# نيكولاي تشيريبنين
نيكولاي نيكولايفيتش تشيريبنين (بالروسية: Николай Николаевич Черепнин) (بالإنجليزية: Nikolai Nikolayevich Tcherepnin)‏ م (15 آيار 1873 - 26 حزيران 1945) مؤلف موسيقى وعازف بيانو وقائد اوركسترا روسي ولد في مدينة سانت بطرسبورغ ودرس الموسيقى على يد الموسيقار نيكولاي ريمسكي كورساكوف في كونسيرفتوار سانت بطرسبورغ، كما قاد موسم باريس الأول لـ دياغاليف في الباليه روس.

## حياته
ولد نيكولاي تشيريبنين في عام 1873 في اسرة معروفة لطبيب مشهور، وقد توفيت والدة نيكولاي عندما كان طفلاً فتزوج والده والذي كان يقوم بضرب نيكولاي بانتظام فارضاً عليه اجواءاً صارمة.
وبسبب اصرار والده حصل نيكولاي على شهادة في القانون ولكنه كان يعمل على التاليف الموسيقى في هذا الوقت. ففي عام 1898 حصل على شهادة في التاليف الموسيقي على يد الموسيقار ريمسكي كورساكوف وشهادة في العزف على البيانو على يد ك.ك.فان آرخ. وقد مكنته مهاراته ووضع عائلته من الحصول على وظيفة مدرس اوركسترا في جوقة كنيسة عام 1899 حيث بقي هناك ست سنوات قبل ان يعود إلى كونسيرفتوار سانت بطرسبورغ ليدرّس فيه هناك.
وخلال 13 عاماًَ من عمله هناك (منذ عام 1909) درس على يديه العديد من الموسيقيين البارزين منهم سيرغي بروكوفييف والكسندر گاوك ويوري شابورين ولازار سامينسكي.
في عام 1902 أصبح نيكولاي تشيريبنين منظم قيادة اوركسترا السمفونية الروسية واصبح ضيف الشرف في الجمعية الروسية الموسيقية وجمعية اوركسترا موسكو، كما قاد الاوركسترا بنجاح في حفلات زيلوتي وحفلات ايفان فاسيلنكو في مسرح المارينسكي بين عامي 1906 - 1909 .
كان نيكولاي تشيريبنين عضواً في حلقة بيلياييف ومشاركاً في حلقة الموسيقى المعاصرة كما عمل مع حركة عالم الفن، وكان صديقاً للباحث والكاتب الموسيقي أوسوفسكي.
في عام 1907 وخلال وجوده في معهد الموسيقى كونسيرفتوار سانت بطرسبورغ ألف نيكولاي تشيريبنين أشهر أعماله الموسيقية منها باليه Le Pavillon d'Armide حيث قام تشيريبنين بعد عامين بقيادة الاوركسترا التي قدمت هذا الباليه في باريس في العرض الأول لدياغاليف في الباليه روس. وقاد تشيريبنين الاوركسترا للباليه روس في الموسم الأول بشكل كامل، وعاد خلال السنوات الخمسة اللاحقة لقيادة الاوركسترا للباليه روس عدة مرات. وقاد عروض الباليه روس في برلين ومونت كارلو وباريس وروما ودار الاوبرا الملكية في كوفنت غاردن في لندن.
في عام 1908 ومع حصوله على درجة الاستاذية والتزامه مع الباليه أصبح نيكولاي تشيريبنين قائداً لاوركسترا مسرح المارينسكي، ومن موقعه هذا قدم في باريس العرض الأول لباليه الديك الذهبي لاستاذه ريمسكي كورساكوف.
ومنذ عام 1905 وحتى عام 1917 أصبح نيكولاي تشيريبنين عميداً لكونسيرفتوار سانت بطرسبورغ في الوقت الذي كان مستمراً بالتدريس فيه. وفي عام 1918 دُعي لترأس المعهد الوطني الموسيقي في تبليسي عاصمة جمهورية جورجيا الديموقراطية , وبعد استيلاء البلاشفة على جورجيا عام 1921 انتقل نيكولاي تشيريبنين إلى باريس والتي عاش فيها إلى نهاية حياته. وخلال وجوده في فرنسا عمل نيكولاي تشيريبنين مع آنا بافلوفا وفرقة الباليه التي انشأتها كمؤلف موسيقي وقائد اوركسترا بين عامي 1922 و 1924 وقام بجولات موسيقية في جميع انحاء اوربا والولايات المتحدة الأمريكية لكنه توقف عن إدارة الحفلات الموسيقية في عام 1933 بسبب مشاكل في السمع لديه.
في عام 1925 اسس نيكولاي تشيريبنين المعهد الموسيقي الروسي في باريس واصبح عميداً له عدة سنوات (1925-1929) و (1938-1945) وفي عام 1926 أصبح عضواً في مجلس امناء دار بيليايف للنشر حيث أصبح فيما بعد رئيساً لها منذ عام 1938 وحتى وفاته عام 1945 .
ونيكولاي تشيريبنين هو والد المؤلف الموسيقي وعازف البيانو الشهير الكسندر تشيريبنين . وهو كذلك جد المؤلفين الموسيقيين ايفان وسيرغي تشيريبنين.

## الاوبرا
- الخاطبة (1930)
- فانكا الخادم (1933)

## الباليه

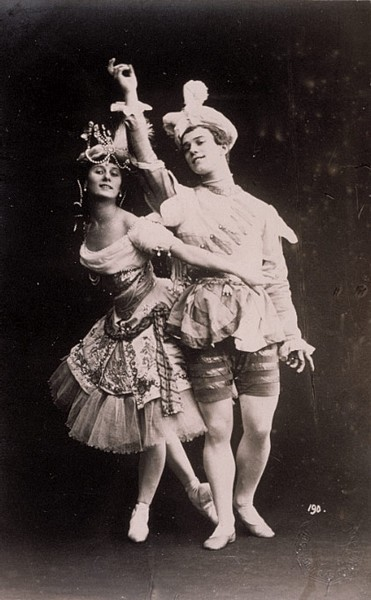
نيجنسكي وبافولوفا في باليه Le Pavillon d'Armide بنسخة فرقة باليه روس 1911

- 1907 Le Pavillon d'Armide

- نارسيس وايكو (1911)
- قناع الموت الأحمر (1915)
- باخوس (1922)
- حكاية روسية سحرية (1923)
- رومانسية المومياء (1924)

## الكورال
- كورالَين (1899)
- أغنية صافو (1899)
- مرور العذراء مريم في الجحيم

## اوركسترا
- الاميرة البعيدة (ألفها كمقدمة لمسرحية كتبها إي.روستاند)
- ماكبث (الفصل الرابع المشهد الأول) (1902)
- من ارض لارض (1903)
- كونشيرتو بيانو (1905) in c minor
- ماريا موريفنا (سمفونية شعرية) (1909)
- المملكة المسحورة (1910)
- ست رسوم توضيحية موسيقية لبوشكين (قصة الصياد والسمكة) (1917)
- المصير (1938)

## موسيقى الحجرة
- قصيدة غنائية للرباعي (1898)
- ميلودي للكمان والبيانو (1902)
- خمس قطع للبيانو (1904)
- ست قطع نفخية لرباعي الابواق (1910)
- الابجدية في الصور، بيانو (1910)
- ايقاع فانتازيا للكمان والبيانو (1915)

## التوزيع الموسيقي والإكمال
- موسورسكي: معرض سوروشينسكي (1923)
- سوكولوفسكي: الساحر ميلر (1925)

## روابط خارجية
- نيكولاي تشيريبنين على موقع الموسوعة البريطانية (الإنجليزية)
- نيكولاي تشيريبنين على موقع ميوزك برينز (الإنجليزية)
- نيكولاي تشيريبنين على موقع أول ميوزيك (الإنجليزية)
- نيكولاي تشيريبنين على موقع ديسكوغز (الإنجليزية)